# Арнолди Хроника Славорум
Арнолди Хроника Славорум (на латински: Arnoldi Chronica Slavorum) e продължение на Хроника Славорум на Хелмолд фон Бозов, написано в началото на XIII век от Арнолд фон Любек, средновековен хронист и бенедиктински монах.
В нея е застъпен периода от 1171 до 1209 и обхваща събития на територията на Холщайн, Мекленбург, Померания, Бранденбург. Централна теми в хрониката са Хайнрих Лъв, кръстоносните походи на Хайнрих VI, Ото IV и Фридрих I Барбароса.